# أحمد قاسم الفخري
أحمد قاسم الفخري (1345 - 1391 هـ / 1926 - 1971 م) أديب شاعر، من أهل الموصل.
ولد في مدينة الموصل. انتسب إلى دار المعلمين العالية ببغداد، وتخرج فيها عام 1947 م.
له ديوان شعر مخطوط، لدى شقيقه حسين قاسم الفخري. كما حقق ديوان الشاعر الموصلي محمد حبيب العبيدي، وسماه «ذكرى حبيب».